# Cheilosporum planiusculum
Cheilosporum, rod crvenih algi smješten u potporodicu Corallinoideae, dio porodice Corallinaceae. Rod je opisan 1844. i taksonomski se vodi kao sinonim za Jania J.V.Lamouroux, 1812 ali je vrsta C. planiusculum još priznata pod ovim imenom.

## Sinonimi za C. planiusculum
- Amphiroa tuberculosa f. planiuscula (Kützing) Setchell & Gardner
- Amphiroa planiuscula (Kützing) Foslie
- Corallina planiuscula Kützing 1858, bazionim